# Кортес, Бруно
Бру́но Корте́с Барбо́за, белее известный как просто Кортес или Бруно Кортес (порт.-браз. Bruno Cortês Barbosa; родился 11 марта 1987 года в Рио-де-Жанейро) — бразильский футболист, левый фланговый защитник (латераль). Выступал за сборную Бразилии.

## Биография
До 24 лет Бруно Кортес выступал за небольшие команды на уровне чемпионатов штатов. В 2011 году непродолжительное время выступал в чемпионате Катара. Во второй половине 2011 года перешёл в «Ботафого», где сразу же стал игроком основы. По итогам года Бруно Кортес был признан лучшим левым защитником чемпионата Бразилии, получив награду «Серебряный мяч».
В межсезонье был продан в «Сан-Паулу». В 2012 году провёл порядка 70 матчей за «трёхцветных» и в конце года завоевал Южноамериканский кубок.
Вторую половину 2013 года на правах аренды провёл в лиссабонской «Бенфике», за которую сыграл шесть матчей в чемпионате Португалии. В 2014 году на правах аренды выступал за «Крисиуму», а следующие два года, до окончания контракта с «Сан-Паулу», выступал в Японии за «Альбирекс Ниигату».
С 2017 по 2021 год выступал за «Гремио». Помог «мушкетёрам» выиграть Кубок Либертадорес 2017, Рекопу и четыре чемпионата штата.
В 2011 году провёл один матч за сборную Бразилии. 28 сентября в ответном матче Суперкласико де лас Америкас бразильцы со счётом 2:0 обыграли сборную Аргентины и выиграли трофей. Бруно Кортес вышел в стартовом составе и на 85-й минуте был заменён на Клебера.
Бруно Кортес женат, свадьба состоялась в одном из ресторанов сети быстрого питания. Есть двое сыновей.

## Титулы и достижения
- Чемпион штата Риу-Гранди-ду-Сул (4): 2018, 2019, 2020, 2021
- Чемпион Португалии (1): 2013/14
- Обладатель Кубка Португалии (1): 2013/14 (не играл)
- Обладатель Южноамериканского кубка (1): 2012
- Обладатель Кубка Либертадорес (1):2017
- Обладатель Рекопы (1): 2018
- Участник символической сборной чемпионата Бразилии (Серебряный мяч) (1): 2011 (лучший левый защитник)